# ألكسندر كولوبنيف
ألكسندر كولوبنيف (الروسية: Александр Васильевич Колобнев) مواليد 4 مايو 1981 في فيكسا، الاتحاد السوفيتي، هو دراج روسي في صنف سباق الدراجات على الطريق. شارك في دورة الألعاب الأولمبية الصيفية وفاز بميدالية أولمبية.

## سجل النتائج

### المراكز
- حقق المركز الـ 4 في طواف بولندا 2012

## الميداليات
| الميدالية | المسابقة                       |
| --------- | ------------------------------ |
| برونزية   | الألعاب الأولمبية الصيفية 2008 |

## روابط خارجية
- ألكسندر كولوبنيف على موقع الاتحاد الدولي للدراجات (الإنجليزية)
- ألكسندر كولوبنيف على موقع أرشيف الدراجات (الإنجليزية)
- ألكسندر كولوبنيف على موقع إحصائيات الدراجات الإحترافية (الإنجليزية)
- ألكسندر كولوبنيف على موقع نسبة الدراجات (الإنجليزية)
- ألكسندر كولوبنيف على موقع CycleBase (الإنجليزية)
- ألكسندر كولوبنيف على موقع أوليمبيديا (الإنجليزية)